# Liste des sénateurs de la Seine-Maritime
Cet article présente la liste des sénateurs élus dans la Seine-Maritime depuis la IIIe République.

## IIIeRépublique
- Gustave Rouland de 1876 à 1878
- Jules Ancel de 1876 à 1891
- Pierre Robert de 1876 à 1891
- Augustin Pouyer-Quertier de 1876 à 1891
- Pierre Lizot de 1882 à 1891
- Lucien Dautresme de 1891 à 1892
- Paul Casimir-Perier de 1891 à 1897
- Pierre Le Souef de 1891 à 1900
- Richard Waddington de 1891 à 1913
- Hippolyte Rouland de 1892 à 1898
- Jules Siegfried de 1897 à 1900
- Édouard Fortier de 1898 à 1915
- Jules Gervais de 1900 à 1909
- Louis de Montfort de 1900 à 1911
- Auguste Rispal de 1903 à 1909
- Raoul Ancel de 1909 à 1911
- Julien Goujon de 1909 à 1912
- Louis Quesnel de 1912 à 1927
- Julien Rouland de 1912 à 1927
- Louis Brindeau de 1912 à 1936
- Auguste Leblond de 1913 à 1920
- Georges Bouctot de 1920 à 1927
- Robert de Pomereu de 1920 à 1936
- Paul Bignon de 1927 à 1932
- André Lavoinne de 1927 à 1940
- Gaston Veyssière de 1927 à 1940
- Robert Thoumyre de 1932 à 1940
- René Coty de 1936 à 1940
- Jean Thureau-Dangin de 1936 à 1940

## IVeRépublique
- Célestin Dubois de 1946 à 1948
- Germaine Pican de 1946 à 1948
- Guy Montier de 1946 à 1948
- Henri Paumelle de 1946 à 1959
- Geoffroy de Montalembert de 1946 à 1959
- Marcel Léger de 1948 à 1952
- René Coty de 1948 à 1953
- Roger Houdet de 1952 à 1959
- Marcel Lebreton de 1954 à 1959

## VeRépublique
- Henri Paumelle de 1959 à 1965
- Marcel Lebreton de 1959 à 1968
- Jean Lecanuet de 1959 à 1973 et de 1977 à 1993
- Roger Houdet de 1959 à 1977
- Geoffroy de Montalembert de 1959 à 1993
- Roger Thiébault de 1965 à 1968
- Léon Rogé de 1968 à 1969
- Charles Ferrant de 1968 à 1986
- Jacques Eberhard de 1969 à 1986
- Paul Caron de 1973 à 1977 et de 1986 à 1995
- André Bettencourt de 1977 à 1995
- Tony Larue de 1977 à 1995
- André Duroméa de 1986 à 1988
- Robert Pagès de 1988 à 1998
- Roger Fossé de 1993 à 1995
- André Martin en 1993
- François Gautier de 1994 à 1995
- Annick Bocandé de 1995 à 2004
- Henri Weber de 1995 à 2004
- Marc Massion de 1995 à 2013
- Patrice Gélard de 1995 à 2014
- Charles Revet de 1995 à 2019
- Thierry Foucaud de 1998 à 2018
- Sandrine Hurel de 2004 à 2007
- Alain Le Vern de 2007 à 2013
- Marie-Françoise Gaouyer de 2013 à 2014
- Nelly Tocqueville de 2014 à 2020
- Catherine Morin-Desailly depuis 2004
- Agnès Canayer (de 2014 à 2024 et depuis 2025), nommée de septembre à décembre 2024 ministre déléguée chargée de la Famille et de la Petite enfance dans le gouvernement Barnier[1].
- Didier Marie depuis 2014
- Céline Brulin depuis 2018
- Pascal Martin depuis 2019
- Patrick Chauvet depuis 2020
- Virginie Lucot-Avril (de 2024 à 2025), siège en remplacement d'Agnès Canayer nommée ministre[2],[3],[4].